# Knute Nelson
Knute Nelson, conosciuto anche come Knud Evanger (Voss, 2 febbraio 1843 – Timonium, 28 aprile 1923), è stato un politico statunitense di origini norvegesi. Repubblicano, ricoprì cariche politiche sia statali sia federali: fu eletto alle camere legislative del Wisconsin e del Minnesota, alla Camera dei Rappresentanti e al Senato degli Stati Uniti dal Minnesota, e fu Governatore del Minnesota. Fu il primo americano di origini scandinave a essere eletto nel Senato statunitense.
È conosciuto per aver promosso la legge Nelson del 1889 che internava gli Ojibway del Minnesota in una riserva occidentale dello Stato, in questo modo le terre dei nativi americani furono espropriate e vendute agli europei. Questo atto fu simile alla legge Dawes del 1887, che aveva relegato i nativi americani nel territorio indiano.

## Primi anni e istruzione
Knute Nelson nacque a Voss, in Norvegia, figlio naturale di Ingebjørg Haldorsdatter Kvilekval che lo chiamò Knud Evanger. Fu battezzato da suo zio nella fattoria di famiglia, che registrò come padre Helge Knudsen Styve. In realtà, varie teorie persistono sulla paternità di Knud, alcune delle quali coinvolgono Gjest Baardsen, famoso fuorilegge.
Nel 1843, Jon Haldorsson, fratello di Ingebjørg, vendé la fattoria dove Knud e sua madre vissero, ed emigrò a Chicago. Ingebjørg si trasferì con suo figlio a Bergen, dove lavorò come domestica. Quando guadagnò abbastanza denaro, emigrò con suo figlio negli Stati Uniti, arrivando a Castle Garden il 4 luglio 1849. Knud fu indicato nei registri di immigrazione come Knud Helgeson Kvilekval. Ingebjørg Haldorsdatter sostenne di essere vedova. Lei e Knud percorsero il fiume Hudson e, attraversando il canale Erie, giunsero a Buffalo.
In seguito, attraversarono i Grandi Laghi fino ad arrivare a Chicago. Lì, si ricongiunsero con Jon, che lavorava come carpentiere. Haldorsdatter lavorò come domestica, riuscendo a pagare i suoi debiti di viaggio in meno di un anno. Knud lavorò, prima come un servo casa, poi come ragazzo dei giornali per il Chicago Free Press, il quale gli diede un'istruzione precoce: insegnandoli a leggere e mettendolo a contatto con la strada.

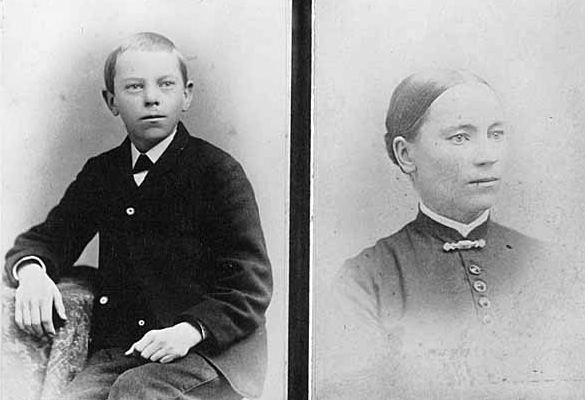
Knute Nelson all'età di 12 anni con sua madre Ingebjørg Haldorsdatter Grotland

Nell'autunno del 1850, Ingebjørg sposò Nils Olson Grotland, anch'egli proveniente da Voss. La famiglia di Knud, ora formata da tre persone, si trasferì a Skoponong, un insediamento norvegese a Palmyra, nel Wisconsin. A Knud fu dato il cognome Nelson dal suo patrigno.
Da allora, il diciassettenne Nelson divenne furbo e ribelle. Fu accettato alla scuola tenuta da Mary Blackwell Dillon, un'immigrata irlandese con talenti linguistici. Nelson si dimostrò uno studente intelligente anche se indisciplinato.
Ancora adolescente, Nelson si unì al Partito Democratico per ammirazione di Stephen A. Douglas dell'Illinois. La famiglia si trasferì nell'insediamento Koshkonong, che nel 1850 aveva più della metà dei norvegesi residenti nello Stato. Nils Olson cadde in malattia a causa di alcuni affari sbagliati. Nelson raccolse la maggior parte del lavoro della fattoria, ma continuò a studiare nonostante il parere negativo del patrigno.
Gli interessi accademici di Nelson lo portarono a iscriversi alla Albion Academy di Albion, nella contea di Dane, nel Wisconsin, nell'autunno del 1858. La scuola fu fondata dalla Chiesa cristiana avventista del settimo giorno per l'istruzione dei giovani che non potevano permettersi la scuola privata; Nelson fu ritenuto "molto meritevole".
Dopo due anni, Nelson guadagnò un lavoro come insegnante di campagna in Pleasant Springs vicino a Stoughton. L'insegnamento era rivolto soprattutto ad altri immigrati norvegesi.

## Servizio militare

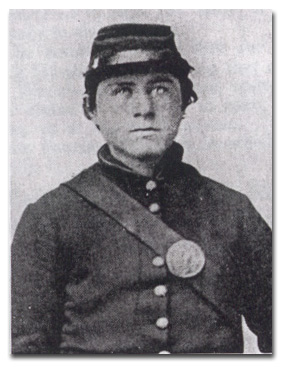
Fotografia di Nelson risalente alla guerra civile

Nelson ritornò ad Albion, nella primavera del 1861, quando scoppiò la guerra di secessione. A quel punto, Nelson sostenne la causa dell'Unione. Nel maggio 1861, assieme ad altri diciotto studenti di Albion, si arruolò in un gruppo miliziano, noto come i Black Hawk Rifles di Racine, per combattere con l'esercito dell'Unione durante la guerra. Dopo lo scioglimento di questo gruppo, si trasferì nel quarto reggimento volontari del Wisconsin, reggimento fatto generalmente da uomini nati negli USA.
I genitori di Nelson si opposero alla sua scelta di arruolarsi, ma egli la considerava un dovere patriottico. Mandò metà della sua retribuzione da soldato ai suoi genitori per aiutarli nel pagamento di alcuni debiti. Durante la vita militare dovette spostarsi da Racine a Camp Dix, vicino a Baltimora, e, in seguito, nella Louisiana.
Il 27 maggio 1863, dopo che il quarto reggimento del Wisconsin divenne una unità di cavalleria, Nelson fu ferito nella battaglia di Port Hudson, catturato e fatto prigioniero. Fu rilasciato quando l'assedio si concluse. Fu anche aiutante di campo e promosso al grado di caporale.
Il servizio militare ebbe un forte impatto sull'identità di Nelson come americano e come patriota. Era profondamente preoccupato per l'atteggiamento ambiguo del clero norvegese-americano luterano verso la schiavitù. In questo periodo, lesse la traduzione norvegese di Friðþjófs saga ins frækna di Esaias Tegnér trovandolo coinvolgente.
Nel giro di due anni, Nelson ottenne la cittadinanza statunitense. Durante la guerra, a causa del suo disprezzo per i copperheads, si avvicinò al Partito Repubblicano.

## Carriera politica

### Politica locale nel Wisconsin
Nelson tornò ad Albion e completò i suoi studi. Nonostante fosse uno degli studenti più anziani, riuscì a diplomarsi con il massimo dei voti.
Decise di diventare avvocato, si trasferì a Madison, dove fece pratica presso gli uffici legali di William Freeman Vilas. Nella primavera del 1867, fu ammesso al bar giuridico del Wisconsin dal giudice Philip L. Spooner.
Nelson aprì il suo studio legale a Madison, facendosi pubblicità sul giornale di lingua norvegese Emigranten. Inoltre diventò il rappresentante ufficiale della comunità norvegese nella comunità di Madison. Con l'aiuto di Eli A. Spencer, corse con successo per il seggio della Contea di Dane, nell'Assemblea dello Stato del Wisconsin, iniziando il mandato l'8 gennaio 1868.
Fu rieletto per un secondo mandato, conquistò una buona esperienza in politica. Dopo il suo secondo mandato nell'Assemblea del Wisconsin, Nelson decise di non candidarsi per la rielezione.

## Matrimonio e famiglia
Dopo essere stato eletto la prima volta, Nelson si sposò con Nicholina Jacobsen, originaria di Toten, in Oppland. A causa dei cattivi rapporti di Nelson con il clero luterano locale, i due si sposarono dal giudice di pace Lars Erdall in una casa privata. Pochi mesi dopo il matrimonio, nacque la loro figlia Ida.

## In Minnesota

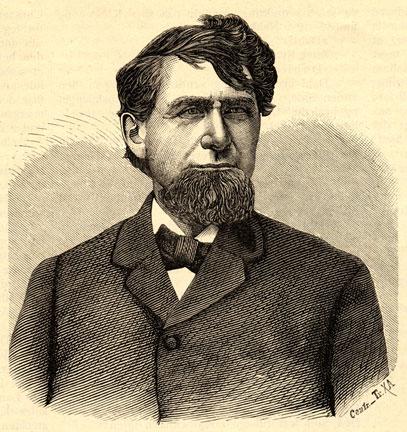
Ritratto di Nelson del 1882

Nelson era interessato a trasferirsi a ovest, quando nel 1870 fu invitato da Lars K. Aaker per una pratica in Alexandria, nel Minnesota. Nelson fu attratto dalle possibilità offerte dall'apertura della frontiera, in particolare la creazione della ferrovia. Dopo aver visitato anche Fergus Falls, si trasferì con la moglie e il figlio appena nato Henry ad Alexandria nell'agosto 1871.
Fu ammesso al bar giuridico del Minnesota nel mese di ottobre e istituì la sua pratica legale principalmente attorno a casi di terreni. La sua attività d'avvocato gli fece guadagnare notorietà nella contea e il suo lavoro legale su problematiche territoriali lo coinvolse in questioni politiche.

### Senatore nel Minnesota
Grazie alla sua notorietà e alla sua precedente esperienza politica nel Wisconsin, Nelson si candidò col Partito Repubblicano per il Senato del Minnesota nel 1874, sfidando il banchiere Francis Bennett Van Hoesen. Riuscì a ottenere il 59% dei voti riuscendo a vincere in quattro delle cinque contee della sua circoscrizione.
La prima sfida di Nelson nel senato statale - se rieleggere Alexander Ramsey al Senato degli Stati Uniti per un terzo mandato - fu controversa, perché si scontrò con la volontà del governatore Cushman Davis. Nelson era indeciso se mantenere fedeltà ai repubblicani della contea di Douglas, convinti sostenitori di Davis, o votare per Ramsey. Nelson votò per Ramsey, il candidato William D. Washburn, e, infine, per il vincitore, Samuel J. R. McMillan.
Nelson si occupò dell'estensione della rete ferroviaria, sulla quale c'erano stati diversi problemi di tipo finanziario e politico. Nel 1879 tentò di diventare vicegovernatore dello Stato ma senza successo.
Nel maggio 1877, gli capitò una tragedia personale: tre dei suoi cinque figli morirono durante un'epidemia di difterite. I due figli più grandi, Ida e Henry, sopravvissero.
Nel novembre 1878, la linea ferroviaria raggiunse finalmente Alexandria, in gran parte grazie al rapporto di stretta collaborazione di Nelson con James Hill. Diverse città in Minnesota furono fondate come risultato di questi sforzi, tra le quali Nelson e Ashby.

### Politica nazionale
Nelson fu invitato a tenere l'"orazione del giorno" al centenario degli Stati Uniti il 4 luglio 1876, ad Alexandria, esattamente 27 anni dopo essere emigrato negli Stati Uniti. Il discorso cercò di rafforzare la sua identità americana, omettendo appositamente le sue radici scandinave. Questo avvenimento coincise con la sua campagna per l'elezione di rappresentante del terzo distretto del Minnesota al Congresso.
Nelson partì in condizioni di svantaggio e così decise di appoggiare la candidatura repubblicana di Jacob H. Stewart, un medico di Saint Paul, che vinse le elezioni contro il democratico William McNair. Tale appoggio non ottenne il sostegno della comunità norvegese-americana a causa dell'appartenenza di Stewart al partito xenofobo Know Nothing.

### La battaglia per il "Bloody Fifth"
Come risultato del censimento del 1880, il Congresso degli Stati Uniti decise di creare un nuovo distretto nel Minnesota, assegnandolo alla parte alta dello Stato. Nelson si candidò subito per questo seggio.
La campagna elettorale si aprì nel 1882 e rapidamente si trasformò in una delle elezioni più controverse della storia fino a quel punto. La contesa fu tra Nelson e Charles F. Kindred per il "Bloody Fifth", come fu chiamato il seggio a causa di intimidazioni e brogli elettorali. La convention repubblicana del 12 luglio a Detroit Lakes fu paragonata alla battaglia del Boyne, in Irlanda del Nord. I 150 delegati si contesero più di 80 posti a sedere e il tutto sfociò in una rissa.
Kindred spese tra i 150 000 e i 200 000 dollari, ma Nelson riuscì a vincere facilmente nonostante le accuse di frode elettorale.

### Camera dei Rappresentanti

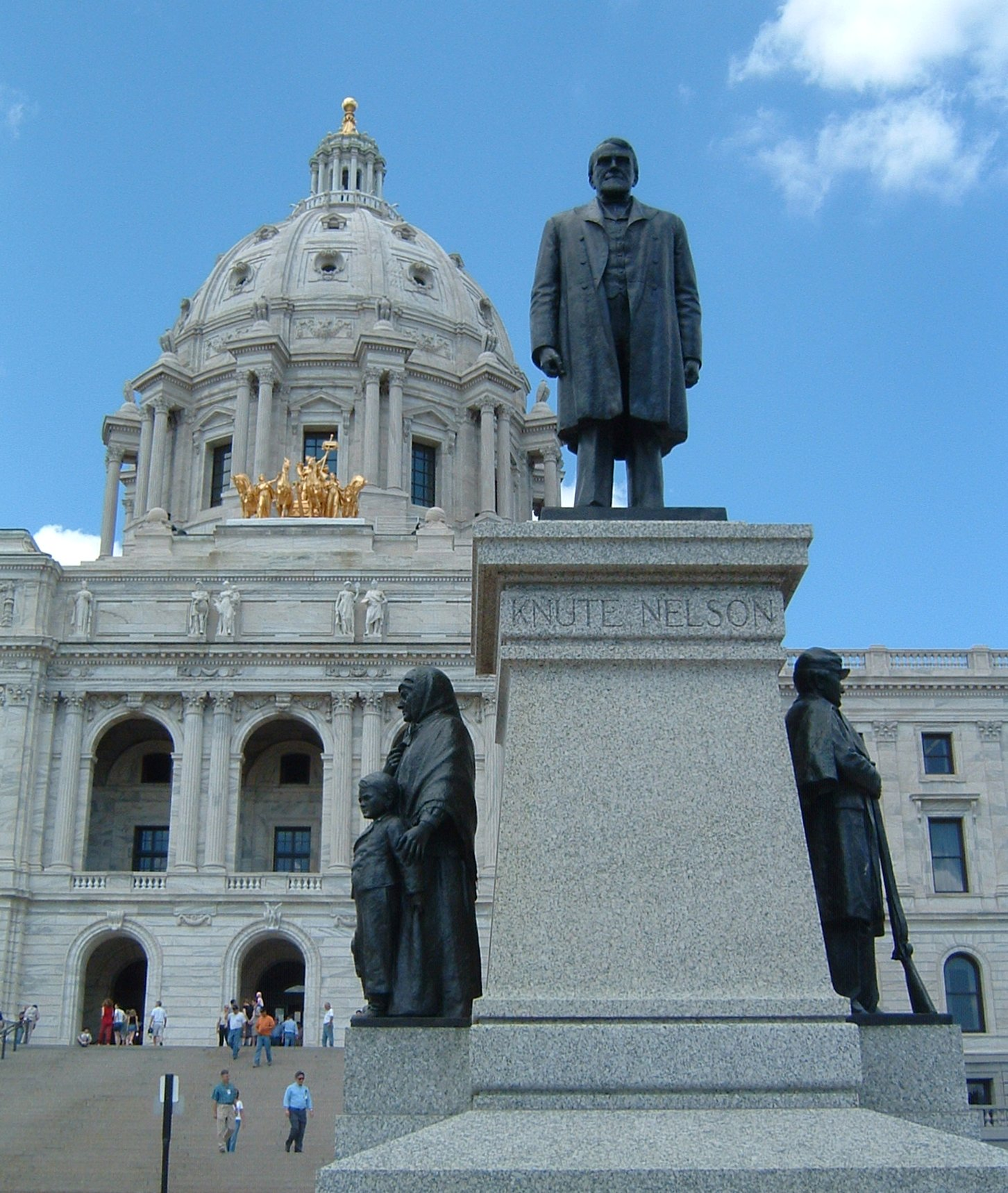
La statua di Nelson davanti al Campidoglio di St. Paul

Nelson fu rappresentante dal 4 marzo 1883 al 4 marzo 1889 per tre mandati. Non sempre Nelson fu in sintonia con il Partito Repubblicano, un caso fu il Morrison Tariff Bill del 1886, sulle tariffe dei beni importati, su cui Nelson era contrario.
Nelson fu frustrato perché percepiva la Camera dei rappresentanti come poco efficace. Fu coinvolto in lunghi dibattiti sulle questioni relative alle pensioni per i veterani della guerra civile. La sua eredità più importante come rappresentante fu il Nelson Act del 1889 che creò la riserva indiana di White Earth nel Minnesota occidentale, vendendo le terre dei nativi americani agli immigrati europei.
Considerando il periodo passato alla Camera come "fallimento personale", Nelson decise di non ricandidarsi nel 1888.

### Governatore del Minnesota
Nonostante avesse dichiarato l'intenzione di uscire dalla politica, Nelson mantenne un ruolo attivo nel Partito Repubblicano del Minnesota. Nel 1890 iniziò a mostrare interesse per una candidatura come governatore.
La forte crescita dell'economia agricola del Minnesota diede vita all'Alleanza degli Agricoltori, che divenne una forza politica formidabile all'interno di entrambi i partiti, ma soprattutto del Partito Repubblicano. Nel 1890, l'Alleanza suggerì la nomina Nelson, ma nella convention di luglio fu nominato Sidney M. Owen.
Nelson tentò di ottenere la candidatura come governatore nel Partito Repubblicano e il 28 luglio 1892 fu nominato all'unanimità il candidato governatore per i repubblicani nella St. Paul People's Church.
La campagna elettorale contro il candidato democratico Daniel Lawler e il populista Ignatius Donnelly si concentrò sulla ferrovia, sulle tasse e sul patriottismo. Alla fine, Nelson prevalse con il 42,6% dei voti contro il 37% di Lawler e il 15,6% di Donnelly. Come governatore, Nelson ebbe forti limitazioni nel perseguire la sua linea politica. I rapporti di forza nel Minnesota furono divisi tra i cinque congressisti eletti, la legislatura statale e il governatore.
Nel 1894, Nelson si ricandidò contro il populista Sidney Owen e il democratico George Becker riuscendo a riconfermarsi governatore battendo Owen con un divario superiore ai 60 000 voti.

### Senatore degli Stati Uniti

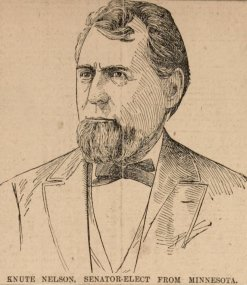
Disegno di Nelson come senatore

La campagna di Nelson per l'elezione al Senato degli Stati Uniti ebbe inizio nel 1894. In principio fu una campagna di basso profilo per non far sfigurare la sua candidatura come governatore e per evitare una faida interna ai repubblicani con il senatore William D. Washburn. Prima che il 17º emendamento entrasse in vigore nel 1914, i senatori degli Stati Uniti venivano eletti dalle Camere statali. La campagna di Nelson per il secondo seggio si concentrò sull'appoggio dei legislatori statali. In questo periodo, fece credere a Washburn di essere l'unico candidato repubblicano.
Washburn intuì le intenzioni di Nelson. Il 21 settembre 1894, i due candidati s'incontrarono alla fiera della contea di Freeborn ad Albert Lea. La strategia di Nelson fu di impedire a Washburn di ottenere una maggioranza semplice e di apparire come un candidato unificante per i repubblicani.
Il 18 gennaio 1895 ebbero luogo i caucus repubblicani. Washburn non ottenne i 72 voti necessari per la nomina, e di conseguenza molti suoi sostenitori gli preferirono Nelson. Il 23 gennaio Nelson fu eletto al Senato degli Stati Uniti, diventando il primo scandinavo americano a raggiungere tale carica.
Il 54º Congresso degli Stati Uniti fu convocato solo nel dicembre del 1895. In questo periodo, Nelson tradusse la Costituzione della Norvegia in inglese e studiò la questione dell'"argento libero", oggetto del suo primo discorso al Senato, il 31 dicembre 1895.
Durante il suo mandato come senatore, Nelson mantenne un profilo ostile verso i populisti. Il suo atto più importante durante il suo primo mandato fu l'estensione della legge sulla bancarotta del 1898. Inoltre, si espresse a favore dell'intervento militare degli Stati Uniti nella guerra ispano-americana e fu coinvolto in un aspro dibattito al Senato sulla questione dell'annessione delle Filippine e delle Hawaii.

#### Il ritorno in Norvegia

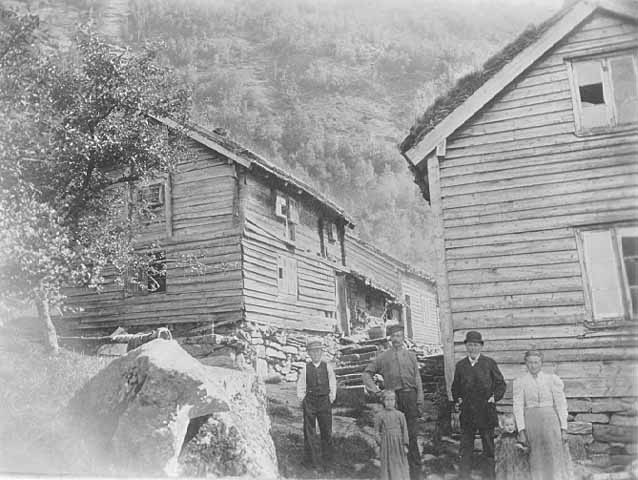
Nelson a Voss, in Norvegia

Nelson ebbe sempre cura di mostrarsi pubblicamente come un vero americano, nonostante fosse nato in Scandinavia. In realtà, era sempre rimasto molto legato al suo Paese natale tanto da progettare un viaggio in Europa che toccasse anche la Svezia e la Danimarca per valorizzare le sue radici scandinave.
Viaggiò da solo facendo tappa inizialmente nella sua città natale di Evanger, dove fu ricevuto come ospite d'onore. Dalla sua città natale, Nelson si spostò a Kristiania, dove rifiutò cerimonie ufficiali, e a Stoccolma. Trascorse una settimana a Copenaghen, in cui incontrò alcuni ambasciatori americani ed ebbe un colloquio con il re Cristiano IX.

#### Ultimi anni e morte
Nel 1902, Nelson fu rieletto nuovamente al Senato grazie al sostegno del Congresso minnesotiano. Inoltre, nello stesso anno, suo figlio, Henry Knute Nelson, fu eletto al Congresso statale. Nel suo secondo mandato da senatore, Nelson si mostrò come un "progressista moderato", ma fermo oppositore delle politiche socialisteggianti.
Nelson fu senatore per ben 12 legislature, dal 1895 al 1923, anno della sua morte avvenuta sul treno da Washington ad Alexandria, città dove è sepolto.